# 吳之望
吳之望（1553年—？），字民表，號京江，直隸鎮江府丹徒縣人，民籍，明朝政治人物。

## 生平
萬曆十三年（1585年）乙酉應天鄉試七十六名，萬曆十四年（1586年）丙戌科會試二百八十九名，登三甲第二百五十五名。大理寺观政，改翰林院庶吉士。十五年丁憂，十八年十一月除吏科给事中，二十年四月升礼科右，再升兵科左，八月出为福建左参议，二十二年二月进本省副使。考察降调，二十四年補陕西参议，二十五年致仕。

## 家族
曾祖吳堪，曾任壽官；祖父吳鳳；父吳恩。前母錢氏；母夏氏；繼母李氏。慈侍下。兄吴之藩。弟吴之奇。